# سولفاتارا
سولفاتارا (به ایتالیایی: Solfatara di Pozzuoli) یک کوه در ایتالیا است که در کامپانیا واقع شده‌است. سولفاتارا ۴۵۸ متر بالاتر از سطح دریا واقع شده‌است.